# Miniperla japonica
Miniperla japonica és una espècie d'insecte pertanyent a la família dels pèrlids i l'única del gènere Miniperla.